# Vias (Vulkan)
Koordinaten: 43° 19′ 0″ N, 3° 25′ 0″ O
Der basaltische Vias-Vulkan ist zusammen mit Roque Haute und Saint-Thibéry eine der jüngsten vulkanischen Erscheinungen im südfranzösischen Languedoc. Er entstand im Mittelpleistozän vor rund 670.000 Jahren.

## Einführung

Die Anordnung der vulkanischen Ablagerungen im Département Hérault. Zusammen mit dem Vulkanzentrum von Agde und Roque Haute liegt der Vias-Vulkan am Südende des Lineaments in unmittelbarer Nähe des Mittelmeers.

Die Vias unterlagernden Vulkanite befinden sich am Ende einer Nord-Süd-verlaufenden Aneinanderreihung von Vulkanzentren, die ausgehend vom Cézallier über den Cantal, das Aubrac, die Grands Causses und den Escandorgue im Département Hérault bei Agde das Mittelmeer erreichen. Die zum Agde-Becken gehörenden Ablagerungen bestehen aus basaltischen Tuffen, die als flach marin abgelagerte Hyaloklastite gedeutet werden.

## Beschreibung
Die maximale Ausdehnung der Tuffe des Hauptvorkommens bei Vias beträgt etwas mehr als 3 Kilometer in Nord-Süd- und 2 Kilometer in Ost-West-Richtung. Das rund 10 Meter mächtige Sedimentpaket lagert auf Kiesen des Villafranchiums. Die in ihm enthaltenen Tuffe befinden sich in Wechsellagerung mit Einschaltungen von tonig-sandigen und kalkigen, Foraminiferen-enthaltenden Sedimenten des lagunären oder lakustrinen Bereichs. Ihr Förderzentrum ist nicht eindeutig festzulegen, dürfte aber anhand der Granulometrie der Ablagerungen – Korngrößen und individuelle Mächtigkeiten der Tufflagen nehmen leicht nach Westen zu – weiter im Westen zu suchen sein; möglicherweise ist es mit dem Schlot der Terres Noires de Preignes oder gar mit dem Roque Haute identisch.

## Vorkommen
Insgesamt sind 6 Vorkommen der Vias-Tuffe bekannt:
- Hauptvorkommen von Vias – 3000 × 2000 Meter
- Vorkommen am linken Ufer des Libron – 1000 × 300 Meter
- Vorkommen bei La Jourdane – winzig
- Vorkommen zwischen Preignes (Terres Noires de Preignes) und Médeilhan (Tuffe von Médeilhan) – 2000 × 700 Meter
- Vorkommen am Nordostfuß des Roque Haute – winzigst
- Vorkommen am Petit Pioc’h des Vulkanzentrums von Agde – winzig

Die maximale Ausbreitung der Tuffe beträgt somit in Ost-West-Richtung rund 10 und in Nord-Süd-Richtung knapp 6 Kilometer. Möglicherweise erreichten die Eruptionen auch noch das 18 Kilometer entfernte Castelnau-de-Guers.

## Stratigraphie
In dem 9,75 Meter mächtigen Sedimentpaket lassen sich vom Liegenden zum Hangenden sieben bedeutende Tuffhorizonte erkennen (Tufflagen A bis G). Gegenüber dem umgebenden Sediment sind die aushaltenden dunklen Tufflagen verhärtet. Ihre Unterseiten können sehr unregelmäßig geformt sein und Einsackungen ins unterlagernde Sediment (Dichteinversionen) aufweisen – insbesondere unterhalb von pyroklastischen Bomben, die teils recht tief eingedrungen sind und Schichten durchstoßen haben.
Die detaillierte Stratigraphie der Tuffhorizonte präsentiert sich wie folgt
- Horizont G: aushaltende und ruhige Sedimentation, insgesamt an die 70 Zentimeter mächtig, neben Peridotitbomben finden sich auch mehrere Zentimeter große Kalkblöcke.
- Horizont F: aushaltende und ruhige Sedimentation, bis 50 Zentimeter mächtig, mit bis zu 10 Zentimeter großen Peridotitbomben, die mehrere Dezimeter ins unterlagernde Sediment absacken können.
- Horizont E: stark undulierende Sedimentation mit Wellenlängen bis 7 Meter, 4 bis 5 Zentimeter mächtig, Lapilli bis 10 Millimeter im Durchmesser. Der Tuffhorizont fixiert Schrägschichtungen und Undulationen der unterlagernden Tone. Ablagerung kalkreicher Sedimente über Wellentälern.
- Horizont D: teils abreißende, stark undulierende Sedimentation mit Wellenlängen von 2,5 bis 5 Meter, nur 2 Zentimeter mächtig, unregelmäßige Bankunterseiten mit Dichteinversion.
- Horizont C: aushaltende und sich beruhigende Sedimentation, relativ mächtig mit 20 Zentimeter im Osten, jedoch bis 40/50 Zentimeter ansteigend im Westen, gläserne Lapilli im Westen, Aschen mit bis zu 2 Millimeter Durchmesser im Osten, reich an Peridotitknollen sowie zerbrochenen Quarzgeröllen und harten, roten Tonfragmenten.
- Horizont B: aushaltend aber unruhig, durchschnittlich 12 Zentimeter mächtig, Mächtigkeitsvaritionen, schlecht sortiert, unregelmäßige Bankunterseite, nur 10 % Augitmikrolithen, jedoch Hornblendevormacht. Einsetzende Schrägschichtungen, Umlagerungen von Aschen und Lapilli, Bildung von Megarippeln und einsetzende Erosionserscheinungen.
- Horizont A: aushaltend und ungestört, 8 Zentimeter mächtig, Aschenpartikel bis zu 3 Millimeter im Durchmesser, Vorherrschaft von Augit-Mikrophänokristallen (rund 80 %), Anwesenheit von Picotit.

## Foraminiferen

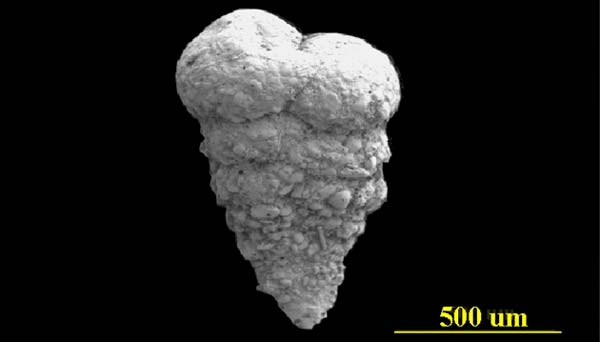
Die Foraminifere Textularia sp.

Folgende Taxa an Foraminiferen konnten in den Sedimenten identifiziert werden:
- Astrononion stelligerum (d’Orbigny)
- Bolivina sp.
- Cassidulinia sp.
- Cibicides pseudoungerianus (Cushman)
- Elphidium crispum (Linné)
- Eponides sp.
- Gyroidina sp.
- Nonion boueanum (d’Orbigny)
- Nonion pompiloides (Fichtel & Moll)
- Pullenia bulloides (d’Orbigny)
- Robulus cultratus (Montfort)
- Streblus becarii (Linné)
- Textularia sp.
- Textularia agglutinans (d’Orbigny)
- Uvigerina mediterranea (Hofker)

## Alter
Radiometrische Altersbestimmungen vom Vias-Vulkan erbrachten mit der Kalium-Argon-Methode 0,67 ± 0,05 Millionen Jahre BP und sind praktisch identisch mit dem Vulkan von Roque Haute, der mit 0,64 ± 0,09 Millionen Jahre BP datiert wurde. Der Vias-Vulkan war demnach im Mittelpleistozän kurz vor Beginn der Haslach-Kaltzeit aktiv.

## Petrologie
Der Vias-Vulkan war im Vergleich zu den Vulkanzentren von Agde, Saint-Thibéry und Roque Haute sehr explosiv und unterscheidet sich von ihnen durch seinen recht hohen Gehalt an knolligen Auswürflingen von Peridotiten (Dunit, Lherzolith), Augititen und Hornblenditen sowie dem Auftreten von brauner Hornblende in der Schwermineralfraktion. Die Explosivität des Vulkans lässt sich an den weit aushaltenden und gleichzeitig nur wenig variierenden Tuffhorizonten erkennen. Sie erklärt sich durch eine marine Ingression in das Flusstal des Proto-Hérault, die sich in einer allmählichen Etablierung mariner Foraminiferen im Sedimentpaket widerspiegelt.
Das Schwermineralspektrum in den Vias-Tuffen umfasst verschiedene Augite, basaltische Hornblende, Klinopyroxen (Diopsid) Orthopyroxen (Enstatit, Hypersthen) und Spinell (Picotit). In der Hintergrundsedimentation und auch in den Tuffen finden sich zusätzlich Minerale wie Staurolith, Turmalin, Epidot, Granat, Sillimanit, Andalusit, Rutil, Titanit, Brookit und selten auch Disthen, Korund und Anatas.